# 王偉中
王 偉中（おう いちゅう、1962年3月 - ）は、中華人民共和国の官僚・政治家。山西省朔県出身。現職は広東省人民政府省長、中国共産党広東省委員会副書記。元中国共産党深圳市委員会書記、中国共産党太原市委員会書記。

## 経歴
1962年3月、山西省朔県で生まれる。1979年、朔県第一中学（現在の朔州市朔城区第一中学校）を経て、1984年、清華大学水利工程系を卒業。1983年10月に中国共産党入党。1987年4月、水利電力部水利水電科学研究院研究科の修士課程を修了する。同年、水電部全国水資源弁公室、水利部水資源司に入局。1991年8月、国家科学技術委員会（現在の中華人民共和国科学技術部）社会発展科技司資源環境処主任科员。1992年5月、総合資源処副処長に就任。1994年8月、生態環境処処長に昇格。1998年7月、中国21世紀議程管理中心・科学技術部生命科学技術発展中心主任に転任。2006年3月、科学技術部科研條件・財務司司長に就任。2010年4月、科学技術部副部長に昇格。
2014年9月、山西省に移り、省党委員会常務委員兼秘書長を務めた後、2016年10月から2017年3月まで5月間、山西省の省会である太原市の党委員会書記を務めた。
2017年4月、党務に転じて広東省に赴任し、省党委員会常務委員兼深圳市党委員会書記に就任した。2017年10月、第19回党大会で党中央候補委員に選出される。2018年12月14日には同省党委員会専職副書記を兼務する。さらに2021年12月には広東省人民政府省長を兼任する。